# Giuseppe Scarabelli
Giuseppe Scarabelli Gommi Flamini, né le 15 septembre 1820 à Imola et mort dans la même ville le 28 octobre 1905 est un géologue, paléontologue et homme politique italien.